# Blohm & Voss BV 222 Wiking
Blohm & Voss BV 222 Wiking var en tysk flygbåt för transport och sjöspaning. Planerna på flygplanet tog form 1937 som ett projekt för ett passagerarplan med 24 platser för sträckan Berlin-New York. Totalt byggdes åtta prototyper varav fyra överlevde kriget.
Det som skiljde de olika modellerna åt var att BV 222A var utrustad med 746 kW:s BMW-Bramo Fafnir-motorer medan BV 222C fick Junkers Jumo motorer istället, en civil variant var planerad (BV 222B) som skulle ha Junkers Jumo 208-motorer, men denna variant tillverkades aldrig. Planer fanns på att bygga fler plan än de 3 BV 222A och 5 BV 222C som byggdes fram till och med 1942 men ett beslut uppifrån om att sluta använda dieselmotorer för flygplan satte stopp för planerna.
År 1942 beslutades det att BV 222 även skulle används för sjöspaning och för detta ändamål modifierades planen för att bära FuG 200 Hohentweil sökradar.